# Passo di Belen
Il Passo di Belen (o di Beylan; in turco, Belen Geçidi), è un valico nei monti Nur sito nei pressi della città turca di Beilan, da cui prende il suo nome moderno, a circa 660 m s.l.m.. Il passo era un tempo conosciuto come il Pyles (pylaï, πύλαι) o il Pylae Syriae ('Porte siriane'); erano le "Porte assire" di Arriano. Sul lato occidentale del passo si trova il Pilastro di Giona, dove il profeta biblico sarebbe stato vomitato dalla balena che lo aveva inghiottito.
Storicamente, il passo attraverso quelli che erano i monti Amani, venne descritto dagli antichi geografi come lungo 300 passi ed era un'importante via di comunicazione e di penetrazione militare, insieme alla Porta (o Passo) Amana (in turco oggi Bahçe Geçidi. Passo Geçidi) a nord, tra la Cilicia e la Siria, e, in un'ottica più estesa, tra la Grecia e la Mesopotamia. Già Cicerone aveva descritto questi come due passi tra le i monti Amani, che formavano una muraglia tra i due paesi, talmente stretti che sarebbero potuti essere difesi da piccole guarnigioni di soldati.
Il passo è stato a lungo luogo di passaggio per invasioni dall'Anatolia alla Siria e viceversa; dalla Porta Amana Dario III entrò in Cilicia, mentre numerosi condottieri hanno sfruttato il passo di Belen:
- 401 a.C.: Ciro il Giovane, che lo attraversò senza combattere con la sua armata di 100.000 uomini (tra cui i diecimila mercenari greci dell'Anabasi di Senofonte);
- 333 a.C.: dopo la battaglia di Isso, Alessandro Magno vi inseguì Dario III[3];
- 39 a.C.: Publio Ventidio Basso vi combatté la battaglia del Mons Amanus.

Durante le Crociate, le Porte siriane erano difese sul versante orientale dal castello di Bagras e dalla fortezza di Trapezac (nel distretto di Kırıkhan).
Nel 1832, durante la prima guerra egiziana-ottomana, il passo fu teatro di una sconfitta dell'esercito ottomano contro l'esercito egiziano di Ibrahim Pasha, che preludeva all'invasione dell'Anatolia in una campagna che portò alla grande vittoria sulle truppe del sultano Mahmoud II alla battaglia di Konya, il 21 dicembre 1832.